# Malakoff – Plateau de Vanves (stanice metra v Paříži)
Malakoff – Plateau de Vanves je nepřestupní stanice pařížského metra na lince 13. Leží mimo území Paříže ve městě Malakoff podél železniční tratě z nádraží Montparnasse.

## Historie
Stanice byla otevřena 9. listopadu 1976 při rozšíření linky na jih od stanice Porte de Vanves do Châtillon - Montrouge.

## Název
Jméno stanice se skládá ze dvou částí. Malakoff podle města, ve kterém se nachází; Plateau de Vanves je pomístní název.